# Pseudomystus funebris
Pseudomystus funebris är en fiskart som beskrevs av Ng 2010. Pseudomystus funebris ingår i släktet Pseudomystus och familjen Bagridae. Inga underarter finns listade i Catalogue of Life.